# October
October (Español: Octubre) es el segundo álbum de la banda irlandesa U2, publicado el 12 de octubre de 1981 por Island Records y producido por Steve Lillywhite. El álbum se inspiró líricamente en la membresía de Bono, The Edge y Larry Mullen Jr. en un grupo cristiano llamado "Shalom Fellowship" y, en consecuencia, contiene temas espirituales y religiosos. Su participación en Shalom Fellowship los llevó a cuestionar la relación entre la fe cristiana y el estilo de vida del "rock and roll", y amenazaron con romper la banda.
Después de completar la tercera etapa del Boy Tour en febrero de 1981, U2 comenzó a escribir nuevo material para el nuevo disco, ingresando al estudio de grabación en julio de 1981. Tal como lo hicieron para su debut en 1980, Boy, la banda grabó en Windmill Lane Studios con la producción de Lillywhite. Las sesiones de grabación se complicaron por la pérdida de Bono de un maletín que contenía letras en progreso para las nuevas canciones, lo que obligó a un enfoque apresurado e improvisado para completar el álbum a tiempo. 
October fue precedido por el sencillo principal "Fire" en julio de 1981, mientras que su segundo sencillo "Gloria" coincidió con su lanzamiento. 
October es considerado por muchos como el disco más flojo de U2, ya que algunos críticos encuentran las letras duras y las interpretaciones sosas. Aun así, se calcula que vendió entre 900.000 - 1.200.000 ejemplares.

## Historia
Atrevidamente, el disco hace énfasis en la religión y la espiritualidad, particularmente en las canciones "Gloria" (que contiene un coro en latín, Gloria, in te domine), "With A Shout" y "Tomorrow". Bono declaró en 2005: «¿Te puedes creer que tu segundo disco (el más difícil de realizar) hable sobre Dios»?.
Las grabaciones se complicaron cuando después de un concierto, unas fanes robaron el maletín en el que Bono guardaba todas las letras para el disco. El grupo tenía ya reservado el estudio y por lo tanto tuvieron que seguir grabando a pesar de los problemas, incluso improvisando la letra en algunas canciones. El famoso maletín apareció en octubre de 2004 y Bono lo recibió como "un acto de gracia".
Las canciones repiten la fórmula de U2 de riffs roqueros en canciones como "Gloria" y "Rejoice", aunque el grupo se expandió musicalmente en otros campos. Concretamente, The Edge incorporó el piano a canciones como "I Fall Down" y "October". "Tomorrow" incorpora unas gaitas irlandesas.
"I Threw a Brick Through a Window" es una de las canciones notables de batería de Larry Mullen Jr. en el disco, así como "Gloria" lo es para el bajista Adam Clayton, ya que utiliza en ella 3 técnicas diferentes (usando una púa durante la mayor parte, los dedos durante el trozo de guitarra de The Edge, y un solo con slap hacia el final). 
Sus ventas indican que October es el álbum de estudio menos popular de U2 y está normalmente al final de las listas en las preferencias de los fanes. Sólo una canción de este disco, la homónima "October" aparece en la colección The Best of 1980-1990 (1998), como una pista escondida al final del disco. A pesar de las pobres críticas del disco, "Gloria", tuvo bastante éxito; y junto a "October", ambas formaron parte del repertorio de la banda durante la década de los 80. 

Nuestras influencias, fueron Joy Division e Invisible Girls. Un gran ejemplo de cómo puedes escribir una canción y no saber de qué estás hablando. Una canción llamada "Tomorrow" es una descripción detallada del funeral de mi madre. Pero no tenía ni idea de ello mientras la escribía.
Bono (Jann Wenner, "Bono on the Records," pág. 60, Rolling Stone, 3 de noviembre, de 2005).

Con October, U2 empezó a darle importancia al vídeo musical como parte del trabajo creativo, ya que fue publicado durante la época en la que la MTV se estaba haciendo más popular que la radio. El vídeoclip de "Gloria" fue dirigido por Meiert Avis, y fue rodado en el Canal Basin de Dublín.

## Grabación
En febrero de 1981, durante su Boy Tour, U2 comenzó a escribir material nuevo. ("Fire" ya se había grabado en Compass Point Studios en las Bahamas mientras U2 se tomaba un descanso del Boy Tour). Escribieron parte de October durante una prueba de sonido extendida en First Avenue en Mineápolis. En marzo, en un tramo estadounidense de la gira por lo demás exitoso, el maletín del vocalista principal Bono que contenía letras en progreso e ideas musicales se perdió entre bastidores durante una actuación en un club nocturno en Portland, Oregon. La banda tenía un tiempo limitado para escribir nueva música durante la gira y en julio comenzó una sesión de grabación de dos meses en los estudios Windmill Lane, en gran parte sin preparación, obligando a Bono a improvisar rápidamente las letras. Steve Lillywhite, retomando su papel como productor del álbum debut de U2, Boy, calificó las sesiones de "completamente caóticas y locas".
Bono dijo sobre el proceso de grabación de October: "Recuerdo la presión bajo la que se sometió, recuerdo escribir letras en el micrófono, y a 50 libras la hora, eso es una gran presión. Lillywhite caminaba de un lado a otro del estudio... se las arregló muy bien. Y lo irónico de October es que hay una especie de paz en el álbum, a pesar de que fue grabado bajo esa presión. Mucha gente encontró October difícil de aceptar al principio, quiero decir, usé la palabra "regocíjate" precisamente porque sabía que la gente tiene un bloqueo mental en su contra. Es una palabra poderosa, es encantador decirlo. Implica más que "levántate y baila, cariño". Creo que October entra en áreas que la mayoría de las bandas de rock 'n' roll ignoran. Cuando escucho el álbum, algo como 'Tomorrow', realmente me conmueve". El maletín finalmente se recuperó en octubre de 2004, y Bono saludó su regreso como "un acto de gracia". Mientras que Lillywhite grabó la batería de Larry Mullen Jr. en la escalera del área de recepción de Windmill Lane Studios para Boy, el productor trasladó la grabación de la batería al estudio para October; Lillywhite más tarde lo llamó "una de las cosas que no funcionó tan bien".

## Composición
"Influencias, principalmente Joy Division, Invisible Girls. Un gran ejemplo de cómo puedes escribir una canción sin saber de qué estás escribiendo. Una canción llamada 'Tomorrow' es un relato detallado del funeral de mi madre. Pero yo no tenía idea cuando lo estaba escribiendo ".

—Bono
El disco puso énfasis en la religión y la espiritualidad, particularmente en las canciones "Gloria" (con un coro latino de "Gloria, in te domine"), "With a Shout (Jerusalem)" y "Tomorrow". Sobre el álbum, Bono declaró en 2005: "¿Te imaginas tu segundo álbum, el difícil segundo álbum, se trata de Dios?".
Las canciones refinan principalmente la fórmula de U2 de riff-rockers con canciones como "Gloria" y "Rejoice", pero la banda también amplió su paleta musical de varias formas. En particular, el guitarrista The Edge incorpora el piano en canciones como "I Fall Down", "Stranger In a Strange Land", "Scarlet" y "October". "Tomorrow", un lamento a la madre de Bono, quien murió cuando él era joven, presenta flautas Uilleann interpretadas por Vinnie Kilduff más tarde de In Tua Nua. "I Threw a Brick Through a Window" fue una de las primeras canciones de la banda para destacar al baterista Larry Mullen, Jr., mientras que "Gloria" destaca al bajista Adam Clayton, ya que presenta tres estilos de tocar en una canción (usando una selección para la mayoría parte, tocando con los dedos durante la guitarra slide de The Edge, luego un solo de "slap & pop" hacia el final).

## Lanzamiento
October fue lanzado el 12 de octubre de 1981. Los dos sencillos del álbum precedieron al lanzamiento del álbum; "Fire" y "Gloria" fueron lanzados como sencillos en julio y octubre de 198, respectivamente.
October fue el comienzo de la visión de U2 del video musical como una parte integral del trabajo creativo de la banda, ya que fue lanzado durante un tiempo en que MTV se estaba volviendo tan popular como la radio. El video de "Gloria" fue dirigido por Meiert Avis y filmado en el Canal Basin en Dublín.
En 2008, se lanzó una edición remasterizada del álbum, con pistas remasterizadas, junto con caras B y rarezas. Se pusieron a disposición tres formatos diferentes del remaster.

## Recepción de la crítica
Tras su lanzamiento, October recibió críticas más variadas que su predecesor. Dave McCullough, de Sounds, elogió el álbum y dijo: "Una especie de zenith pop entonces, sin medias tintas. Todo respira fuego, recuperándose también del par de destacados que aparecen al comienzo de cada lado: 'Gloria' es posiblemente su mejor momento, y 'Tomorrow', bajo y mudo, rezumando suavemente la emoción". McCullough concluyó: "Este October durará para siempre". Adam Sweeting de Melody Maker también escribió una crítica favorable, diciendo: "Toda su sensibilidad musical está formada por un fuerte vínculo emocional con su tierra natal y sus tradiciones. Les da un marco de referencia completamente diferente al de la mayoría de los grupos, y en 'October' les ha dado la fuerza para asimilar un aluvión de desorientación y convertirlo en un cuerpo musical cohesionado".
Por el contrario, NME publicó una crítica negativa, en la que el crítico Barney Hoskyns notó el "excesivo llanto de la voz de Bono y el poder forzado del sonido de U2". Concluyó: "Obviamente el rock no caduca solo porque los grupos se quedan sin formas de cambiarlo... U2, supongo, continuará 'moviéndose' en las presentaciones en vivo, pero solo se moverán en la superficie más ligera. Su música hace 'remontar'... Pero entonces 'Dios' sabe, hay otras religiones". Jon Pareles de Rolling Stone elogió a Edge por su poderosa forma de tocar la guitarra, "empapada de eco y gloria", pero dijo que la voz de Bono se vio afectada negativamente porque él se tomaba demasiado en serio y que sus letras eran tontas y clichés. Pareles reconoció los intentos de la banda de variar su sonido, pero dijo que "ninguna de las estrategias funciona tan bien como su dinámica básica de trío de poder". En una revisión retrospectiva, Stephen Thomas Erlewine de AllMusic dijo que la banda "se esfuerza demasiado por avanzar" en October, con Bono esforzándose por hacer grandes declaraciones y la música sonando "demasiado pomposa". Erlewine destacó ciertas canciones "completamente impresionantes" que "combinan el mensaje, la melodía y el sonido".

## Lista de canciones
Todas las canciones escritas por U2
1. "Gloria" – 4:14
2. "I Fall Down" – 3:39
3. "I Threw a Brick Through a Window" – 4:54
4. "Rejoice" – 3:37
5. "Fire" – 3:51
6. "Tomorrow" – 4:39
7. "October" – 2:21
8. "With a Shout (Jerusalem)" – 4:02
9. "Stranger in a Strange Land" – 3:56
10. "Scarlet" – 2:53
11. "Is That All?" – 2:59

- "Fire" y "Gloria" fueron publicadas como singles.

## Personal
- Bono – voz principal
- The Edge – guitarras, piano y coros; segunda voz (canción 5), voz (canción 2)
- Adam Clayton – bajo
- Larry Mullen Jr. – batería

## Curiosidades
- El disco fue lanzado en varias tandas (noviembre de 1981 en Irlanda, enero de 1982 en el resto de Europa y febrero de ese mismo año en Estados Unidos).
- "Is That All?" toma prestado el rif the "The Cry", un fragmento de canción que el grupo suele usar como introducción de "The Electric Co" en directo.
- Al finalizar la primera etapa de la gira de promoción del disco Boy en EE. UU. en 1981, U2 se tomó 10 días de vacaciones en Nassau, Bahamas, coincidiendo con Steve Lillywhite, por lo que aprovecharon para grabar en los Compass Point Studios de Nassau una nueva canción llamada "Fire". Posteriormente, fue agregada esta versión de Fire junto con las otras 10 canciones grabadas en los estudios Windmill Lane de Dublín para completar October.

## Listas
Álbum
| Año  | Lista                | Posición |
| ---- | -------------------- | -------- |
| 1981 | Billboard Pop Albums | #104     |
| 1981 | The Billboard 200    | #107     |
| 1981 | UK Albums Chart      | #11      |

## Certificaciones
| Organización | Nivel   | Fecha                    |
| ------------ | ------- | ------------------------ |
| BPI – UK     | Oro     | 29 de agosto de 1985     |
| BPI – UK     | Platino | 1 de marzo de 1992       |
| RIAA – U.S.  | Oro     | 23 de mayo de 1994       |
| RIAA – U.S.  | Platino | 11 de septiembre de 1995 |